# Martin Olsson
Martin Tony Waikwa Olsson, né le 17 mai 1988 à Gävle (Suède), est un footballeur international suédois qui évolue au poste de défenseur au Malmö FF.

## Biographie

### En Club

#### Blackburn Rovers (2007-2013)
Martin Olsson est le frère jumeau du footballeur Marcus Olsson qui le rejoint à Blackburn en janvier 2012.

#### Norwich City (2013-2017)
Le 10 juillet 2013, il rejoint le club de Norwich City. Il dispute 129 matchs et inscrit quatre buts avant de quitter les Canaries lors du marché des transferts hivernal de janvier 2017.

#### Swansea City (2017-2019)
Le 17 janvier 2017, Olsson s'engage pour deux ans et demi avec Swansea City.

#### Helsingborgs IF (2020)
Le 1er avril 2020, il fait son retour en Suède en s'engageant pour six mois en faveur de l'Helsingborgs IF. Le club est relégué à la fin de la saison et il quitte le club.

#### BK Häcken (2021)
En 2021, il signe au BK Häcken où il restera quelques mois.

#### Malmö FF (depuis 2021)
Il signe aussi en 2021 un contrat qui le lie dans le club de Malmö FF jusqu'au 31 décembre 2022.

## Palmarès
Malmö FF
- Svenska Cupen
  - Vainqueur de la 2021-2022